# Estadio Jalisco
El Estadio Jalisco es un estadio de fútbol ubicado en Guadalajara, Jalisco, México. Con una capacidad de 55 020 espectadores. Fue inaugurado el 31 de enero de 1960, y ha sido sede en la Copa Mundial de Fútbol de 1970 y Copa Mundial de Fútbol de 1986. Actualmente es la casa de los equipos Atlas, de la Primera División y los Leones Negros de la Universidad de Guadalajara de la Liga de Expansión MX. También fue el estadio como local de Guadalajara (1960-2010), Oro (1960-70), Nacional (1961-65), Jalisco (1970-80) y Cafessa (2019-21). Es el tercer estadio más grande de México después del Estadio Azteca y el Estadio Olímpico Universitario.
Está ubicado en la Calle 7 Colinas N.º 1772, esquina con la Avenida Fidel Velázquez a una cuadra de la Calzada Independencia, en la Colonia Independencia, C.P. 44290, en Guadalajara, Jalisco, México.
La asociación civil Clubes Unidos de Jalisco es la dueña y operadora de este inmueble, sus miembros son: Club Deportivo Guadalajara, Atlas de Guadalajara, Club Deportivo Oro y el Club Universidad de Guadalajara.

## Historia
El 8 de octubre de 1954, el presidente de la Comisión de Fútbol Alberto Alvo, durante la reunión ordinaria, sugirió y logró la aprobación de la construcción de un estadio de grandes magnitudes en la ciudad de Guadalajara, Jalisco. "Fue una inspiración de momento; a raíz de un clásico Guadalajara vs. Atlas, mirando como los espectadores se apretujaban y angustiaban por conseguir no ya una buena localidad, sino entrar al Parque Martínez Sandoval (Parque Oblatos)".
El proyecto de edificación fue dado a los ingenieros Javier Vallejo y Jaime de Obeso Orendáin, la ejecución del proyecto la llevó a cabo la Constructora Jalisco de los ingenieros Felipe Arregui Zepeda, José Calderón Robert y el industrial Jorge Dipp; se sugirió colocar el estadio sobre un terreno en la avenida Ávila Camacho, pero la idea fue descartada. En el segundo proyecto se propuso crear el estadio en la Colonia Independencia, localizando un terreno de 47 200 metros cuadrados en las calles de Monte Carmelo, Monte Casino (hoy Fidel Velázquez Sánchez), Siete Colinas e Iztaccíhuatl.
Este proyecto fue de tal magnitud que se pidió el apoyo tanto del gobierno estatal como municipal, fue entonces que tanto el gobernador el licenciado Agustín Yáñez, como el presidente municipal de Guadalajara Juan Gil Preciado, dieron impulso a la iniciativa. Así mismo, se propuso la unión de instituciones rivales como la del Guadalajara y del Atlas, con el fin común de lograr la edificación del inmueble lo más antes posible. Fue así que el 26 de octubre de 1956, se crea la asociación civil "Clubes Unidos de Jalisco", iniciando obras en julio del mismo año con una inversión de más de 18 millones de pesos. El Estadio fue remodelado en 1970 con la dirección y proyecto del arquitecto José Manuel Gómez Vázquez Aldana.

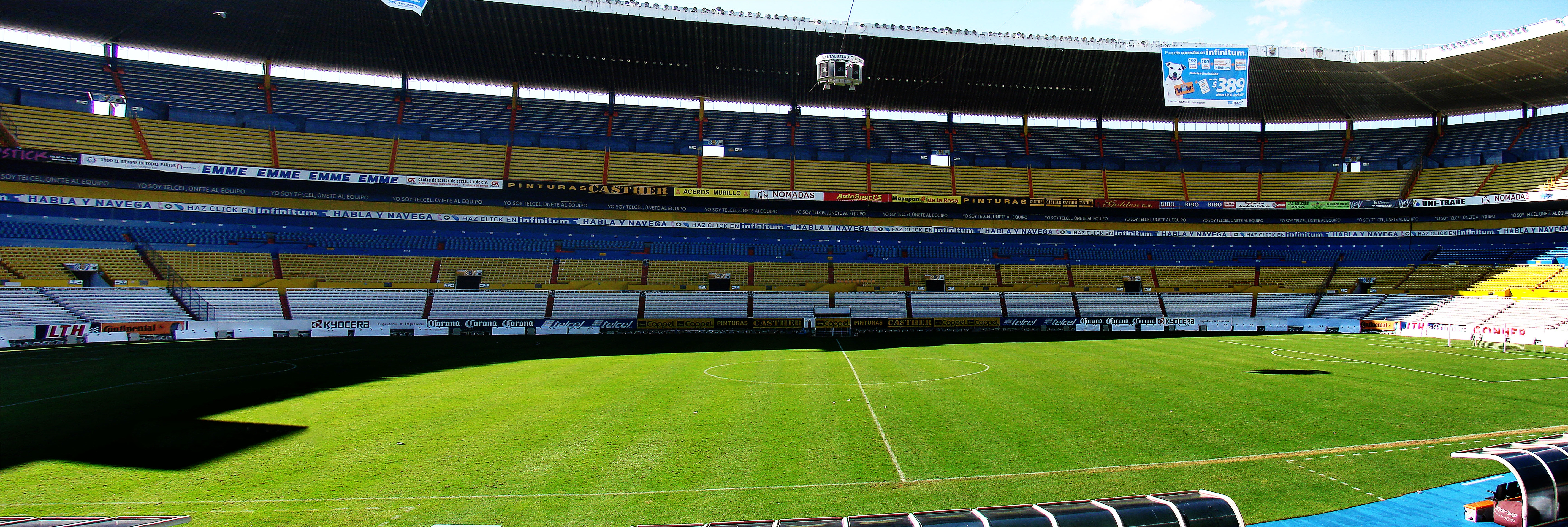
Imagen panorámica.

### Inauguración
El Estadio fue inaugurado el 24 de enero de 1959, siendo bendecido por el arzobispo católico de Guadalajara, el Cardenal José Garibi Rivera.  Sin embargo, el partido inaugural tuvo lugar hasta el 31 de enero de 1960 y se realizó entre el equipo argentino San Lorenzo de Almagro y el Atlas de Guadalajara.
El primer jugador en pisar la cancha fue Alfredo Torres, y el primer gol fue de Norberto Boggio, jugador de El ciclón. Asistieron cincuenta mil espectadores, cuya entrada generó ingresos en taquilla por cerca de 465 mil pesos.

### Eventos internacionales
En 1970, México era el anfitrión de la Copa Mundial de Fútbol, y Guadalajara fue elegida como ciudad sede de la Copa por lo que se le añadió un segundo piso al estadio, además de extender el techo a todas las tribunas. En 1986, una vez más el evento se realizó en tierras tapatías y hubo una remodelación general y modernización del equipo técnico.
Para 1999, el estadio fue sede de la Copa Confederaciones México 99. Se añadieron palcos vip en la parte oriente del estadio y se remozaron completamente área de vestidores y área común, así como un nuevo palco de prensa, localizado en la parte alta del Estadio, conocida como Zona "B".

## Propietarios

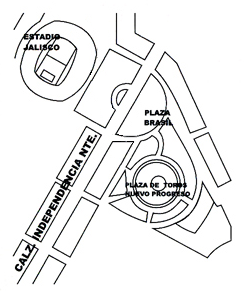
Ubicación.

El estadio perdura y crece bajo la responsabilidad de la asociación civil Clubes Unidos de Jalisco. La presidencia anual de la asociación, se rota entre los cuatro integrantes:
- Club Deportivo Guadalajara.
- Oro - Club Social y Deportivo Jalisco.
- Club Universidad de Guadalajara.
- Atlas Fútbol Club.

Aunque el estadio también ha sido sede de otros equipos como el Club Nacional de Guadalajara, y filiales como el Club Deportivo Tapatío.

## Instalaciones
| - Cancha: - Medidas: 105 X 68 m - Tipo de pasto: kicullo o alfombra - Porterías: - Medidas: 7.32 X 2.44 m - Material: tubo negro de 4.5" de diámetro, cédula 30 (grosor) - Material de redes: seda y polipropileno - Alumbrado: - 372 luminarias de fabricación neerlandesa 4 niveles de intensidad - Equipo de sonido: - 6,000 watts de fabricación Mexicana por Meridian Audio Labs S.A. de C.V. Localizados en la ciudad de Guadalajara - 8 baffles de aproximadamente 400 watts c/u, estereofónico - Vestidores: 4 generales y 2 para árbitros - Oficina para entrenador - Jacuzzi - Sala antidopaje - Enfermería - Capilla |  | - Sala de prensa: equipada con teléfonos, faxes, televisores, servicio de alimentos y bebidas, sala de estar y baños. Ductos para cableados de radio y televisión al palco de prensa y a la cancha - Tribunas: material armado de acero y concreto: 28 gradas en parte baja y 24 en parte alta. - Palcos: 660 palcos ubicados en 3 niveles, entre la parte baja y alta del estadio 1 palco de prensa ubicado en Zona "B" para aproximadamente 168 personas ( radio, T.V., prensa escrita, etc.) - Techo: lámina galvanizada y acanalada con estructura de acero en todo el contorno del estadio - Estacionamiento: 660 lugares - Instalaciones sanitarias: - Para caballeros: 29 - Para damas: 33 - Escaleras y puertas: 33 - Bodegas: 11 |

## Partidos de la Copa Mundial de Fútbol de 1970
| 2 de junio de 1970 | Inglaterra | 1:0 (0:0) | Rumania |                                                                    |                                                                    |
|                    | Hurst 65'  |           |         | Asistencia: 45.261 espectadores Árbitro(s): Vital Loraux (Bélgica) | Asistencia: 45.261 espectadores Árbitro(s): Vital Loraux (Bélgica) |

| 3 de junio de 1970 | Checoslovaquia | 1:4 (1:1) | Brasil                                   |                                                                     |                                                                     |
|                    | Petras 11'     |           | Rivelino 14' Pelé 59' Jairzinho 61', 81' | Asistencia: 45.261 espectadores Árbitro(s): Ramón Barreto (Uruguay) | Asistencia: 45.261 espectadores Árbitro(s): Ramón Barreto (Uruguay) |

| 6 de junio de 1970 | Checoslovaquia | 1:2 (1:0) | Rumania                     |                                                                   |                                                                   |
|                    | Petras 5'      |           | Neagu 52' Dumitrache 75'(p) | Asistencia: 56.818 espectadores Árbitro(s): Diego Di Leo (México) | Asistencia: 56.818 espectadores Árbitro(s): Diego Di Leo (México) |

| 7 de junio de 1970 | Inglaterra | 0:1 (0:0) | Brasil        |                                                                    |                                                                    |
|                    |            |           | Jairzinho 59' | Asistencia: 66.834 espectadores Árbitro(s): Abraham Klein (Israel) | Asistencia: 66.834 espectadores Árbitro(s): Abraham Klein (Israel) |

| 10 de junio de 1970 | Brasil                      | 3:2 (2:1) | Rumania                       |                                                                           |                                                                           |
|                     | Pelé 12', 67' Jairzinho 22' |           | Dumitrache 32' Dembrowski 84' | Asistencia: 50.804 espectadores Árbitro(s): Ferdinand Marschall (Austria) | Asistencia: 50.804 espectadores Árbitro(s): Ferdinand Marschall (Austria) |

| 11 de junio de 1970 | Inglaterra    | 1:0 (0:0) | Checoslovaquia |                                                                    |                                                                    |
|                     | Clarke 50'(p) |           |                | Asistencia: 49.292 espectadores Árbitro(s): Roger Manchin(Francia) | Asistencia: 49.292 espectadores Árbitro(s): Roger Manchin(Francia) |

### Cuartos de final
| 14 de junio de 1970 | Perú                      | 2:4 (1:2) | Brasil                                     |                                                                    |                                                                    |
|                     | Gallardo 28' Cubillas 70' |           | Rivelino 11' Tostão 15', 52' Jairzinho 75' | Asistencia: 54.233 espectadores Árbitro(s): Vital Loraux (Bélgica) | Asistencia: 54.233 espectadores Árbitro(s): Vital Loraux (Bélgica) |

### Semifinales
| 17 de junio de 1970 | Uruguay     | 1:3 (1:1) | Brasil                                   |                                                                       |                                                                       |
|                     | Cubilla 19' |           | Clodoaldo 44' Jairzinho 76' Rivelino 89' | Asistencia: 51.261 espectadores Árbitro(s): José María Ortiz (España) | Asistencia: 51.261 espectadores Árbitro(s): José María Ortiz (España) |

## Partidos de la Copa Mundial de 1986
| 1 de junio de 1986 | España | 0:1 (0:0) | Brasil       |                                                                         |                                                                         |
|                    |        |           | Sócrates 62' | Asistencia: 35.748 espectadores Árbitro(s): Chris Bambridge (Australia) | Asistencia: 35.748 espectadores Árbitro(s): Chris Bambridge (Australia) |

| 6 de junio de 1986 | Brasil     | 1:0 (0:0) | Argelia |                                                                              |                                                                              |
|                    | Careca 66' |           |         | Asistencia: 48.000 espectadores Árbitro(s): Rómulo Méndez Molina (Guatemala) | Asistencia: 48.000 espectadores Árbitro(s): Rómulo Méndez Molina (Guatemala) |

| 12 de junio de 1986 | Irlanda del Norte | 0:3 (0:2) | Brasil                      |                                                                                   |                                                                                   |
|                     |                   |           | Careca 15', 87' Josimar 42' | Asistencia: 51.000 espectadores Árbitro(s): Sigfried Kirschen (Alemania Oriental) | Asistencia: 51.000 espectadores Árbitro(s): Sigfried Kirschen (Alemania Oriental) |

### Octavos de final
| 16 de junio de 1986 | Brasil                                                 | 4:0 (1:0) | Polonia |                                                                            |                                                                            |
|                     | Sócrates 30' (p) Josimar 55' Edinho 79' Careca 83' (p) |           |         | Asistencia: 45.000 espectadores Árbitro(s): Volker Roth (Alemania Federal) | Asistencia: 45.000 espectadores Árbitro(s): Volker Roth (Alemania Federal) |

### Cuartos de final
| 21 de junio de 1986 | Brasil                                          | 1:1 (1:1, 1:1) (t. s.)(3:4 p.) | Francia                                          |                                                                 |                                                                 |
|                     | Careca 17'                                      |                                | Platini 40'                                      | Asistencia: 60.000 espectadores Árbitro(s): Ioan Igna (Rumania) | Asistencia: 60.000 espectadores Árbitro(s): Ioan Igna (Rumania) |
|                     |                                                 | Tiros desde el punto penal     |                                                  |                                                                 |                                                                 |
|                     | Sócrates · Alemão · Zico · Branco · Júlio César |                                | Stopyra · Amoros · Bellone · Platini · Fernández |                                                                 |                                                                 |

### Semifinales
| 25 de junio de 1986 | Francia | 0:2 (0:1) | Alemania Federal     |                                                                    |                                                                    |
|                     |         |           | Brehme 9' Völler 89' | Asistencia: 60.000 espectadores Árbitro(s): Luigi Agnolin (Italia) | Asistencia: 60.000 espectadores Árbitro(s): Luigi Agnolin (Italia) |

## Partidos de laCopa FIFA Confederaciones 1999
| 24 de julio de 1999 | Brasil                                                 | 4:0 (0:0) | Alemania |                                                                      |                                                                      |
|                     | Zé Roberto 62' · Ronaldinho 72' (pen.) · Alex 86', 87' |           |          | Asistencia: 60.000 espectadores Árbitro(s): Gilberto Alcalá (México) | Asistencia: 60.000 espectadores Árbitro(s): Gilberto Alcalá (México) |

| 24 de julio de 1999 | Nueva Zelanda | 1:2 (0:1) | Estados Unidos             |                                                                      |                                                                      |
|                     | Zoricich 90'  |           | McBride 25' · Kirovski 58' | Asistencia: 60.000 espectadores Árbitro(s): Ubaldo Aquino (Paraguay) | Asistencia: 60.000 espectadores Árbitro(s): Ubaldo Aquino (Paraguay) |

| 28 de julio de 1999 | Alemania                 | 2:0 (2:0) | Nueva Zelanda |                                                                  |                                                                  |
|                     | Preetz 6' · Matthäus 33' |           |               | Asistencia: 42.000 espectadores Árbitro(s): Coffi Codija (Benín) | Asistencia: 42.000 espectadores Árbitro(s): Coffi Codija (Benín) |

| 28 de julio de 1999 | Brasil         | 1:0 (1:0) | Estados Unidos |                                                                   |                                                                   |
|                     | Ronaldinho 13' |           |                | Asistencia: 54.000 espectadores Árbitro(s): Anders Frisk (Suecia) | Asistencia: 54.000 espectadores Árbitro(s): Anders Frisk (Suecia) |

| 30 de julio de 1999 | Estados Unidos        | 2:0 (1:0) | Alemania |                                                                      |                                                                      |
|                     | Olsen 23' · Moore 50' |           |          | Asistencia: 53.000 espectadores Árbitro(s): Gilberto Alcalá (México) | Asistencia: 53.000 espectadores Árbitro(s): Gilberto Alcalá (México) |

| 30 de julio de 1999 | Nueva Zelanda | 0:2 (0:0) | Brasil                            |                                                                           |                                                                           |
|                     |               |           | Marcos Paulo 47' · Ronaldinho 88' | Asistencia: 53.000 espectadores Árbitro(s): Young-Yoo Kim (Corea del Sur) | Asistencia: 53.000 espectadores Árbitro(s): Young-Yoo Kim (Corea del Sur) |

### Semifinales
| 1 de agosto de 1999 | Brasil                                                                                          | 8:2 (4:2) | Arabia Saudita             |                                                                   |                                                                   |
|                     | Joao Carlos 8' · Ronaldinho 11', 65', 90+2' · Zé Roberto 33' · Alex Mineiro 36', 86' · Roni 62' |           | Marzouk Al-Otaibi 22', 31' | Asistencia: 48,000 espectadores Árbitro(s): Oscar Ruíz (Colombia) | Asistencia: 48,000 espectadores Árbitro(s): Oscar Ruíz (Colombia) |

### Tercer Lugar
| 3 de agosto de 1999 | Estados Unidos                     | 2:0 (1:0) | Arabia Saudita |                                                                      |                                                                      |
|                     | Paul Bravo 28' · Brian McBride 80' |           |                | Asistencia: 38,000 espectadores Árbitro(s): Ubaldo Aquino (Paraguay) | Asistencia: 38,000 espectadores Árbitro(s): Ubaldo Aquino (Paraguay) |

## Partidos del Torneo Preolímpico de 2004

### Grupo B
| 2 de febrero de 2004 | Costa Rica              | 3:0 (0:0) | Jamaica |                                                                             |                                                                             |
|                      | Myrie 68' 78' Araya 55' |           |         | Asistencia: 15.000 espectadores Árbitro(s): Neal Brizan (Trinidad y Tobago) | Asistencia: 15.000 espectadores Árbitro(s): Neal Brizan (Trinidad y Tobago) |

| 2 de febrero de 2004 | México                              | 3:1 (1:1) | Trinidad y Tobago |                                                                      |                                                                      |
|                      | Rodríguez 44' Pérez 60' Cacho 90+4' |           | Mitchell 19'      | Asistencia: 15.000 espectadores Árbitro(s): Victor Stewart (Jamaica) | Asistencia: 15.000 espectadores Árbitro(s): Victor Stewart (Jamaica) |

| 4 de febrero de 2004 | Costa Rica                          | 4:0 (1:0) | Trinidad y Tobago |                                                            |                                                            |
|                      | Saborío 29' Scott 63' 69' Parks 78' |           |                   | Asistencia: 4.000 espectadores Árbitro(s): Alex Prus (EUA) | Asistencia: 4.000 espectadores Árbitro(s): Alex Prus (EUA) |

| 4 de febrero de 2004 | México                                             | 4:0 (3:0) | Jamaica |                                                                           |                                                                           |
|                      | Martínez 5' (p) Pérez 17' García 24' Márquez 90+2' |           |         | Asistencia: 19.000 espectadores Árbitro(s): Rodolfo Sibrián (El Salvador) | Asistencia: 19.000 espectadores Árbitro(s): Rodolfo Sibrián (El Salvador) |

| 6 de febrero de 2004 | Jamaica   | 1:2 (0:1) | Trinidad y Tobago      |                                                             |                                                             |
|                      | Kelly 72' |           | Sealy 5' Spann 86' (p) | Asistencia: 50.000 espectadores Árbitro(s): Alex Prus (EUA) | Asistencia: 50.000 espectadores Árbitro(s): Alex Prus (EUA) |

| 6 de febrero de 2004 | México    | 1:1 (1:1) | Costa Rica |                                                                           |                                                                           |
|                      | Pérez 12' |           | Díaz 8'    | Asistencia: 50.000 espectadores Árbitro(s): Rodolfo Sibrián (El Salvador) | Asistencia: 50.000 espectadores Árbitro(s): Rodolfo Sibrián (El Salvador) |

### Semifinales
| 10 de febrero de 2004 | Costa Rica                | 2:0 (1:0) | Honduras |                                                                      |                                                                      |
|                       | López 21' (p) Saborío 77' |           |          | Asistencia: 60.000 espectadores Árbitro(s): Gilberto Alcalá (México) | Asistencia: 60.000 espectadores Árbitro(s): Gilberto Alcalá (México) |

| 10 de febrero de 2004 | Estados Unidos | 0:4 (0:2) | México                                     |                                                                             |                                                                             |
|                       |                |           | Márquez 26' 55' Martínez 28' Íñiguez 90+1' | Asistencia: 60.000 espectadores Árbitro(s): Neal Brizan (Trinidad y Tobago) | Asistencia: 60.000 espectadores Árbitro(s): Neal Brizan (Trinidad y Tobago) |

### Tercer Lugar
| 12 de febrero de 2004 | Honduras     | 1:1 (1:1,0:0) (t. s.)(4:3 p.) | Estados Unidos |                                                                             |                                                                             |
|                       | Martínez 75' |                               | Eskandrian 50' | Asistencia: 60.000 espectadores Árbitro(s): Neal Brizan (Trinidad y Tobago) | Asistencia: 60.000 espectadores Árbitro(s): Neal Brizan (Trinidad y Tobago) |

### Final
| 12 de febrero de 2004 | México            | 1:0 (0:0, 0:0) (t. s.) | Costa Rica |                                                                      |                                                                      |
|                       | Martínez 101' (p) |                        |            | Asistencia: 40.000 espectadores Árbitro(s): Victor Stewart (Jamaica) | Asistencia: 40.000 espectadores Árbitro(s): Victor Stewart (Jamaica) |

## Partidos del Torneo Preolímpico de 2021

### Grupo A
| 18 de marzo de 2021 | Estados Unidos | 1:0 (1:0) | Costa Rica |                           |                           |
| 15:30               | Ferreira 35'   | Reporte   |            | Árbitro(s): Said Martínez | Árbitro(s): Said Martínez |

| 18 de marzo de 2021 | México                                   | 4:1 (1:0) | República Dominicana |                        |                        |
| 18:00               | C. Rodríguez 21' · Córdova 51' 69' 90+4' | Reporte   | Azcona 72' (pen.)    | Árbitro(s): Reon Radix | Árbitro(s): Reon Radix |

| 24 de marzo de 2021 | Costa Rica                                           | 5:0 (2:0) | República Dominicana |                               |                               |
| 17:00               | Ugalde 29' · Alfaro 43' · Leal 60' 70' · Salazar 72' | Reporte   |                      | Árbitro(s): Fernando Guerrero | Árbitro(s): Fernando Guerrero |

| 24 de marzo de 2021 | México     | 1:0 (1:0) | Estados Unidos |                              |                              |
| 19:30               | Antuna 45' | Reporte   |                | Árbitro(s): Daneon Parchment | Árbitro(s): Daneon Parchment |

### Grupo B
| 19 de marzo de 2021 | Honduras                                 | 3:0 (3:0) | Haití |                          |                          |
| 13:30               | Vuelto 14' (pen.) 38' · E. Rodríguez 18' | Reporte   |       | Árbitro(s): Jair Marrufo | Árbitro(s): Jair Marrufo |

| 19 de marzo de 2021 | Canadá           | 2:0 (2:0) | El Salvador |                               |                               |
| 16:00               | Buchanan 17' 21' | Reporte   |             | Árbitro(s): Fernando Guerrero | Árbitro(s): Fernando Guerrero |

| 25 de marzo de 2021 | El Salvador     | 2:1 (2:1) | Haití      |                          |                          |
| 17:30               | Pérez 19' 45+3' | Reporte   | Louima 21' | Árbitro(s): Jair Marrufo | Árbitro(s): Jair Marrufo |

| 25 de marzo de 2021 | Honduras      | 1:1 (1:1) | Canadá        |                         |                         |
| 20:00               | Maldonado 30' | Reporte   | Cornelius 28' | Árbitro(s): César Ramos | Árbitro(s): César Ramos |

### Semifinales
| 28 de marzo de 2021 | Honduras                  | 2:1 (1:0) | Estados Unidos |                         |                         |
| 16:00               | Obregón 45+4' · Palma 47' | Reporte   | Yueill 52'     | Árbitro(s): Iván Barton | Árbitro(s): Iván Barton |

| 28 de marzo de 2021 | México                   | 2:0 (0:0) | Canadá |                           |                           |
| 19:00               | Antuna 58' · Vásquez 65' | Reporte   |        | Árbitro(s): Juan Calderón | Árbitro(s): Juan Calderón |